# Mark Reynolds (futbolista)
Mark Reynolds (Motherwell, Lanarkshire, Escocia, 7 de mayo de 1987) es un futbolista escocés. Juega de defensa y su equipo es el Banks O' Dee FC.

## Estadísticas

### Clubes
Actualizado al último partido disputado el 23 de agosto de 2019.
| Club                         | País       | Año           | PJ  | Goles |
| ---------------------------- | ---------- | ------------- | --- | ----- |
| Motherwell F. C.             | Escocia    | 2005-2011     | 202 | 6     |
| Sheffield Wednesday F. C.    | Inglaterra | 2011-2013     | 14  | 0     |
| Aberdeen F. C. (cesión)      | Escocia    | 2012          | 49  | 1     |
| Aberdeen F. C.               | Escocia    | 2013-2019     | 188 | 6     |
| Dundee United F. C. (cesión) | Escocia    | 2019          | 12  | 0     |
| Dundee United F. C.          | Escocia    | 2019-2022     | 61  | 1     |
| Cove Rangers F. C.           | Escocia    | 2022-2024     |     |       |
| Banks O' Dee FC              | Escocia    | 2024-presente |     |       |

### Selección nacional
| Selección         | Temporada     | Encuentros | Encuentros |
| Selección         | Temporada     | Part.      | Goles      |
| ----------------- | ------------- | ---------- | ---------- |
| sub-20 Escocia    | 2007          | 5          | 0          |
| sub-20 Escocia    | Total         | 5          | 1          |
| sub-21 Escocia    | 2007-2008     | 8          | 0          |
| sub-21 Escocia    | Total         | 8          | 0          |
| Escocia B Escocia | 2009          | 1          | 0          |
| Escocia B Escocia | Total         | 1          | 0          |
| Total carrera     | Total carrera | 14         | 1          |

## Palmarés

### Títulos nacionales
| Título                     | Club           | País    | Año     |
| -------------------------- | -------------- | ------- | ------- |
| Copa de la Liga de Escocia | Aberdeen F. C. | Escocia | 2013-14 |

### Distinciones individuales
| Distinción                                           | Año     |
| ---------------------------------------------------- | ------- |
| Scottish Premiership: Jugador joven del mes de abril | 2007    |
| Equipo del año de Escocia, PFA                       | 2013-14 |